# Hallie Grossman
Hallie Grossman (* 27. April 1993) ist eine ehemalige US-amerikanische Biathletin und  Skilangläuferin.

## Leben
Hallie Grossman stammt aus South Burlington im US-amerikanischen Bundesstaat Vermont. Mit acht Jahren begann sie mit dem Reitsport, den sie über zehn Jahre lang aktiv ausübte. Nachdem ihr weder Eishockey noch alpines Skifahren gefallen hatten, fing sie in der fünften Klasse mit dem Langlaufen an. Nach ihrer Zeit an der Stratton Mountain School besuchte sie das Bates College, für das sie auch an Langlaufrennen der NCAA teilnahm. Nach ihrer Zeit am College zog sie nach Craftsbury um, wo sie sich dem Craftsbury Green Racing Project anschloss. Nach einem Jahr wechselte sie zum Biathlon und bestritt kurz darauf ihre ersten internationalen Rennen.

## Werdegang
Die ersten internationalen Rennen bestritt Hallie Grossman im Rahmen des IBU-Cups 2016/17 im Januar 2017 in Martell in Südtirol. Mit sechs bzw. sieben Schießfehlern in den Sprintrennen klassierte sie sich nur am Ende des Feldes und verfehlte die Punkteränge deutlich. Trotzdem wurde sie für die Biathlon-Europameisterschaften 2017 im polnischen Duszniki-Zdrój nominiert. Nach der Teilnahme an drei weiteren IBU-Cups beendete sie die Saison ohne Punkte in der Gesamtwertung. Im folgenden Winter ging sie nicht bei internationalen Rennen an den Start, erst zum Beginn des Winters 2018/19 war sie wieder Teil der IBU-Cup-Mannschaft. Mit zum Teil deutlich besseren Schießergebnissen konnte sie ihre ersten Punkte sammeln, ihr bestes Rennen lief sie beim IBU-Cup in Bayerisch Eisenstein, zum ersten Mal ohne Schießfehler erreichte sie den 14. Rang. Bei den Biathlon-Europameisterschaften 2019 in Minsk verfehlte sie jedoch erneut Podiums- und Punkteränge deutlich.

## Trivia
Hallie Grossman ist eine der wenigen Linksschützen im Biathlon.

## Statistiken

### Weltcupplatzierungen
Die Tabelle zeigt alle Platzierungen (je nach Austragungsjahr einschließlich Olympische Spiele und Weltmeisterschaften).
- 1.–3. Platz: Anzahl der Podiumsplatzierungen
- Top 10: Anzahl der Platzierungen unter den ersten zehn (einschließlich Podium)
- Punkteränge: Anzahl der Platzierungen innerhalb der Punkteränge (einschließlich Podium und Top 10)
- Starts: Anzahl gelaufener Rennen in der jeweiligen Disziplin
- Staffel: inklusive Mixed- und Single-Mixed-Staffeln

| Platzierung              | Einzel | Sprint | Verfolgung | Massenstart | Staffel | Gesamt |
| ------------------------ | ------ | ------ | ---------- | ----------- | ------- | ------ |
| 1. Platz                 |        |        |            |             |         |        |
| 2. Platz                 |        |        |            |             |         |        |
| 3. Platz                 |        |        |            |             |         |        |
| Top 10                   |        |        |            |             |         |        |
| Punkteränge              |        |        |            |             | 1       | 1      |
| Starts                   |        | 2      |            |             | 1       | 3      |
| Stand: 31. Dezember 2021 |        |        |            |             |         |        |